# Mada'in Saleh
Mada’in Saleh este cel mai mare sit arheologic nabateean aflat la sud de Petra. Este situat la aproximativ 500 km de sud-estul cetății Petra, la 400 km de nord-estul Medinei și la 20 km de nordul al-’Ula. Este cunoscut pentru mormintele sale monumentale săpate în rocă, asemănătoare celor din Petra.
Este considerat de UNESCO unul din cele mai importante situri arheologice din Arabia Saudită și poartă denumirea de „Capitala monumentelor”.

## Caracteristici geografice
Mada’in Saleh se află într-o câmpie largă, pe Piemontul Jabal al-Uwayrid, un platou bazaltic mare, situat la sud-est de Munții Hijaz.  Regiunea din care face parte prezintă vechile gresii paleozoice care datează de la sfârșitul Cambrianului, începutul perioadelor Ordovician (acum 510 până la 475 milioane de ani). Aceste gresii au suferit constrângeri tectonice care au afectat regiunea încă de la Paleozoic. Rezultatul acestor constrângeri este o rețea densă de crăpături care combină  articulațiile mai scurte sau mai lungi, fiind un fenomen bine cunoscut . Eroziunea puternică datând de la sfârșitul perioadei miocene (13-5 milioane de ani) a afectat în continuare această rețea de crăpături, ducând la disecția platoului de gresie și la modelarea dealurilor care pot fi observate astăzi. Gresiile care se învecinează cu câmpia Mada’in Saleh au fie culoarea roșu-maronie (cele mai vechi), fie albă (cele mai recente). Ele au, în general, o textură fină, deși straturile de piatră sunt adesea observate în gresiile roșu-maronii, iar striațiile rocilor mai dure sunt relativ frecvent întâlnite în cazul gresiilor de culoare albă. Aceste caracteristici le fac mai puțin potrivite pentru a fi supuse unor acțiuni de modelare, cum ar fi tăierea sau săparea în interiorul lor, spre deosebire de gresiile fine și mult mai omogene.

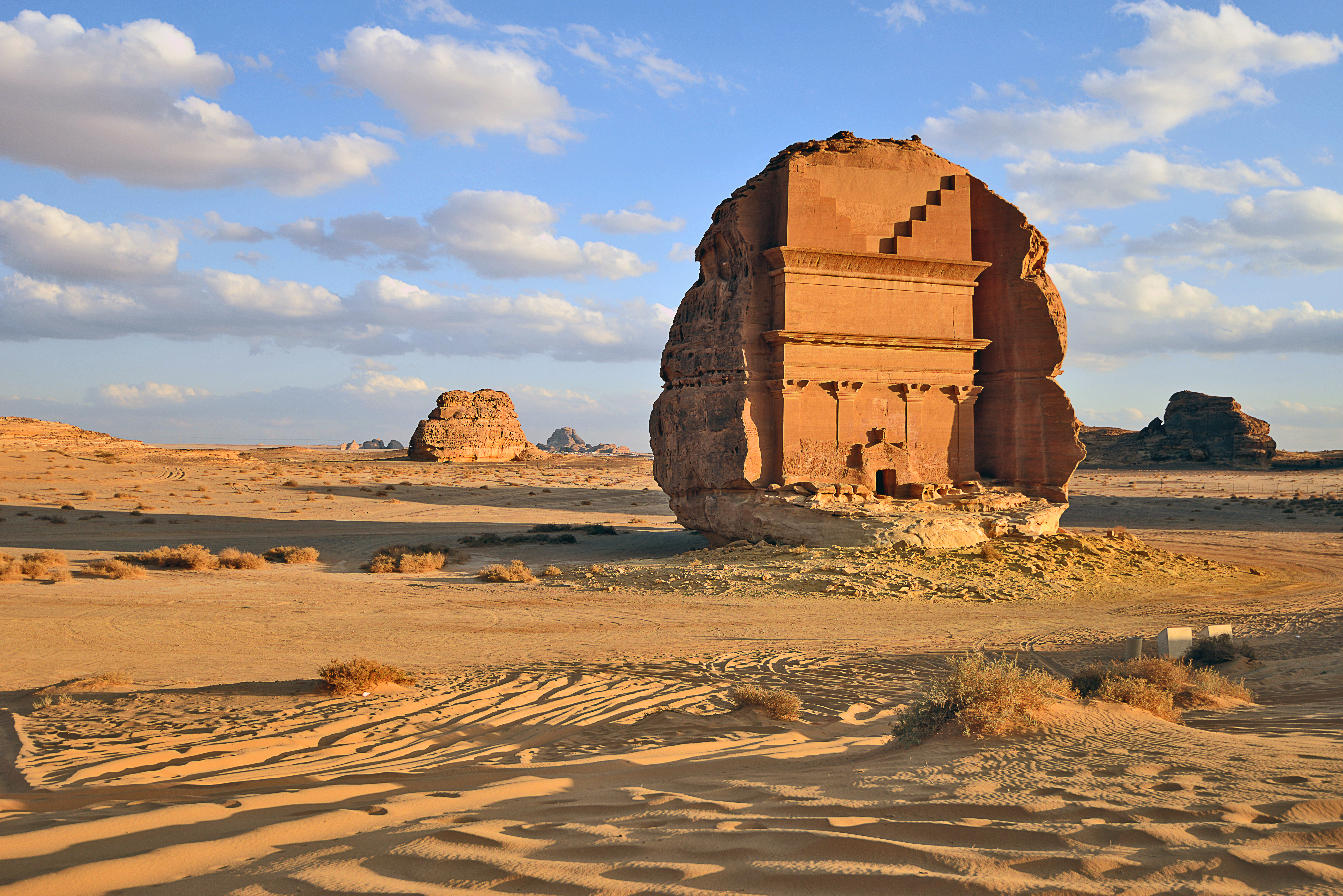

Regiunea în care este situat situl Mada’in Saleh este aridă, cu temperatura medie anuală de 22°C. Vântul este unul din agenții importanți care determină fenomenul de eroziune din zonă. Însă, climatul arid a permis instalarea oamenilor în zonă numai datorită apei subterane.  
În ceea ce privește flora acestei regiuni, tamarix-ul este cel mai răspândit. Particularitatea acestei zone constă în vegetația sa care se regăsește, de obicei, în wadis. Acest tip de vegetație (wadi) formează o categorie distinctă în Arabia, și adesea prezintă specii  non-indigene, cum este cazul acestei vegetații de origine mediteraneană care supraviețuiește în condițiile extrem de uscate datorită apei subterane.

## Situl arheologic
Mada’in Saleh este cel mai mare sit arheologic nabateean aflat la sud de Petra. Este situat la aproximativ 500 km de sud-estul cetății Petra, la 400 km de nord-estul Medinei și la 20 km de nordul al-’Ula. Este cunoscut pentru mormintele sale monumentale săpate în rocă, asemănătoare celor din Petra.
Acest minunat loc este considerat de UNESCO unul din cele mai importante situri arheologice din Arabia Saudită și poartă denumirea de „Capitala monumentelor”.
Situl se află într-o câmpie largă de-a lungul căreia curge Wadi al-’Ula de la nord-est la sud-vest. Aici este regăsit un număr mare de aflorimente de gresie care are diferite înălțimi și mărimi. Cel mai impresionant dintre ele este Jabal Ithlib, aflat în nord-estul sitului, care se ridică la 100 m deasupra câmpiei înconjurătoare. 
Elementele care pot fi cu siguranță datate din perioada premergătoare marii activități a construcțiilor monumentale nabateene care a avut loc în al-Hijr sunt reduse și nici resturi arheologice nu au fost găsite. Singurele indicii ale perioadei pre-nabateene sunt inscripțiile lihianite (o limbă care aparține familiei dialectelor nord-arabe) găsite în zonele Jabal al-Khuraymat și Jabal Ithlib. 56 de texte scrise au fost înregistrate până acum. Câteva texte mineene au fost, de asemenea, găsite în acest sit arheologic.
În afară de materialul epigrafic, unele desene pe roci asociate cu inscripțiile lihianite datează cu siguranță din perioada pre-nabateeană. Cele  mai interesante dintre acestea sunt reprezentate de doi lei, unul urmându-l pe celălalt și fiind desenați într-un stil naiv, dar expresiv.

## Principalele trăsături ale sitului arheologic
Necropolele – ele înconjoară zona rezidențială și cuprind 111 morminte monumentale, 94 dintre acestea sunt decorate cu fațade care variază considerabil în ceea ce privește mărimea. Treizeci de morminte poartă o inscripție care datează din perioada nabataeeană, încadrată într-un cadru special deasupra ușii bolții funerare. Aceste documente reprezintă drepturi de proprietate, iar o copie a lor era păstrată în templul orașului. Ele indicau cui i se permitea să fie îngropat în morminte și taxa aplicată celor care nu se supuneau regulilor înscrise în text. De asemenea, pot fi adăugate și alte 200 de morminte nemonumentale.
Zona religioasă – aceasta se află în zona Jabal Ithlib, precum și în jurul ei, în partea nord-estică a regiunii arheologice. Jabal Ithlib este cel mai înalt afloriment al sitului și poate fi vazut de la al-‘Ula. 
În partea interioară a muntelui (Jabal) se poate ajunge printr-un pasaj îngust aflat între rocile înalte, unele chiar de 40 m. La intrare, în partea dreaptă, se află așa-numita cameră a divanului, unde grupuri de oameni luau masa împreună, în antichitate. În jurul lui Jabal Ithlib, în exterior, se află câteva sanctuare nabateene. Cele mai multe nișe, altare, precum și alte monumente religioase, sunt asociate cu inscripțiile nabateene, acestea reprezentând dedicațiile și semnăturile celor care veneau să se închine acolo zeității lor în perioada nabateeană. 
Zona rezidențială – acest termen desemnează, de fapt, adevăratul oraș, care se află în mijlocul câmpiei. Clădirile sale erau construite parțial din lut și, prin urmare, mai puțin conservate decât monumentele sculptate în stâncă. Zona urbană era înconjurată de un zid construit, de asemenea, tot din lut. 
Vechea oază – apa din oază a fost asigurată de 130 de puțuri, cele mai multe dintre acestea fiind săpate în partea de vest și nord-vest a sitului, unde pătura de apă era ușor de accesat.

### Necropolele din Mada’in Saleh
Sunt patru mari necropole  în Mada’in Saleh: Jabal al-Mahjar, Qasr al-Bint, Area C și Jabal al-Khuraymat, cu un număr impar de morminte în fiecare dintre ele. 
Jabal al-Mahjar – e format din patru aflorimente independente, dispuse paralel unul de altul. Fațadele decorate ale acestora sunt relativ mici, cea mai mare înălțime atingând 12 metri. 
Qasr al-Bint – este cea mai faimoasă necropolă din al-Hijr, dar și cea mai vizitată. Cele 31 de morminte ale sale nu sunt nici cele mai mari, nici cele mai decorate, dar formează, ca și întreg, cel mai remarcabil și cel mai reprezentativ grup din Mada’in Saleh. Ele datează din anii 0-58 Î.H. De asemenea, aici se regăsesc și morminte neterminate, cel mai bine observate de la distanță, care, dacă ar fi fost finalizate, ar fi fost, probabil, cele mai înalte morminte din cadrul sitului arheologic (30 de metri). O frumoasă inscripție nabateeană, scrisă sub mormânt, prezintă faptul că proprietarul era un guvernator local nabateean. Unele morminte din Qasr al-Bint prezintă decorațiuni remarcabile, cum ar fi măști ale unor monștri înfricoșători, vulturi, fețe umane, precum și mici animale sculptate. 

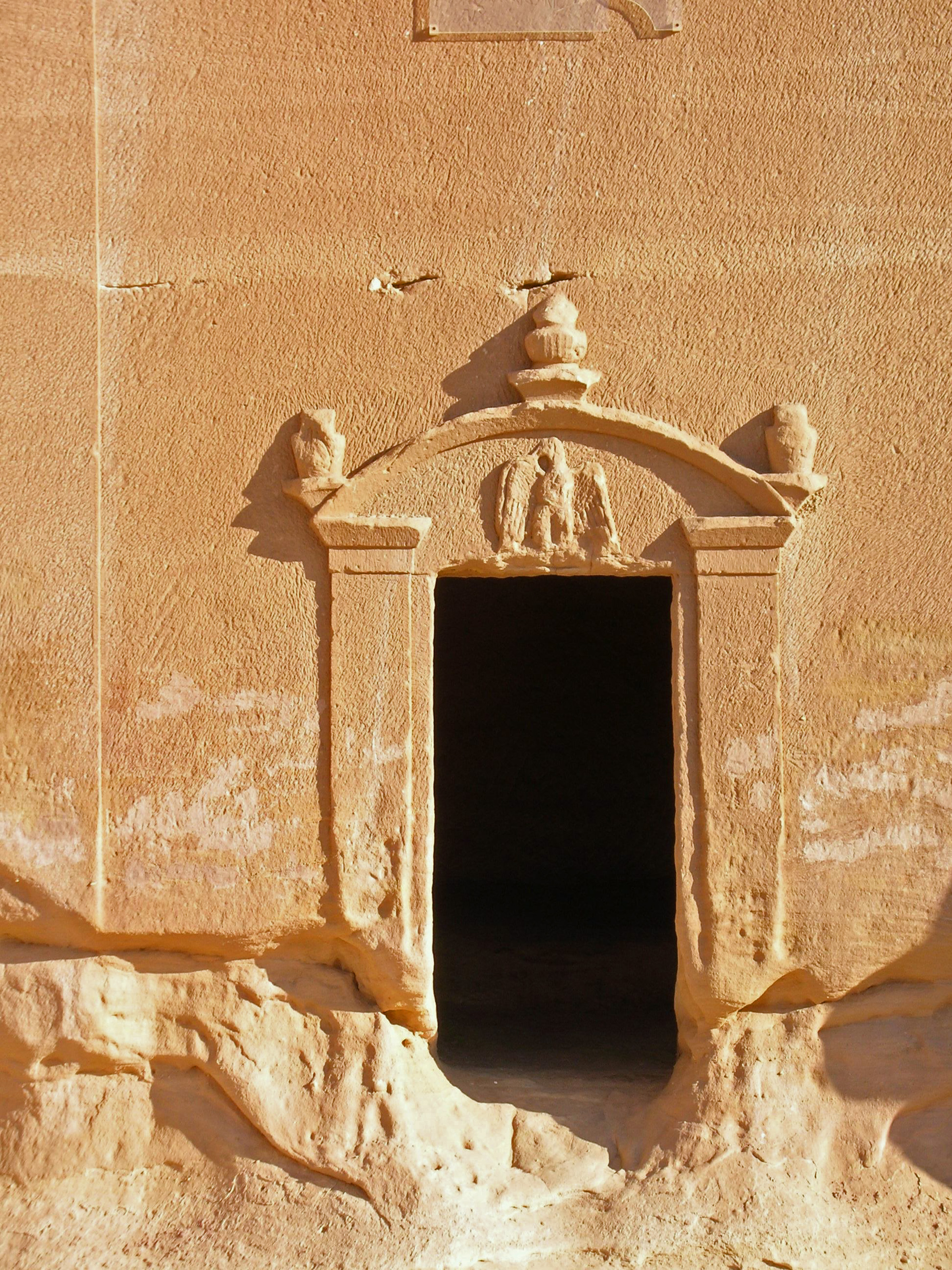

Area C – necropolele din această zonă conțin un singur afloriment separat, situat în sud-estul zonei rezidențiale. Conține 19 morminte de diferite dimensiuni, care datează din anii 16-61 Î.H. Aceste morminte, fără fațade, sunt toate sculptate în stâncă și conțin cimitire. Ele erau probabil inaccesibile în antichitate.
Jabal al-Khuraymat – aceasta necropolă este cea mai mare și este localizată în partea de sud-vest a sitului arheologic. E formată din diferite aflorimente separate de zone de nisip. Doar 8 dintre aceste aflorimente, situate la limita sudică a lui Jabal, conțin morminte monumentale. Există 48 de morminte care datează din anii 73- 7 î.Hr. Fațadele lor au fost afectate de eroziune mai mult decât oricare altă necropolă de la al-Hijr, iar unele dintre ele și-au pierdut complet partea inferioară. Starea precară de conservare a acestora se datoarează atât orientării mormintelor, care sunt afectate de vântul puternic, cât și calității inferioare a gresiei în care au fost săpate.
Dincolo de aceste 4 mari necropole, sunt câteva morminte izolate săpate în aflorimente mai mici. Cel mai vestit și mai bine finisat este Qasr al-Farid, cu o înălțime de 21,50m. Fațada acestuia este singura cu 4 pilaștri, spre deosebire de cea standard, cu 2.

### Trăsături arhitecturale și stil
Se cunoaște despre nabateeni faptul că erau  foarte creativi prin adaptarea lor la tehnicile de construcție greco-romane. Bazându-se pe resursele naturale specifice și pe elementele arhitecturale, nabateenii și-au dezvoltat propriile tehnici de sculptare în piatră. Inscripțiile de pe morminte și alte simboluri gravate în piatră indică preocuparea nabateenilor față de morminte și față de corpurile neînsuflețite, precum și rolul religiei și al autorităților civile în acest aspect. De asemenea, se ghidau după o serie de aliniamente solstițiale și echinocțiale, existând dovezi ale observațiilor lor astronomice.
Fațadele mormintelor nabateene pot fi divizate în 5 tipuri care nu urmăresc neapărat o ordine cronologică. În general, fațadele cele mai mari și mai complicate erau făcute pentru cei mai bogați oameni, astfel tipul de fațadă și alegerea elementelor decorative avea un puternic ecou social. Nabateenii erau cunoscuți drept triburi nomade foarte înstărite a căror bogăție provenea din comerțul pe distanțe lungi cu tămâie și produse aromatice (majoritatea produse în Yemen). În acest parcurs al comerțului cu mirodenii, Al-Hegra a reprezentat un nod important, pornind din Peninsula Arabică și extinzându-se spre zona mediteraneană (Grecia, Roma) și Asia.
Tipul cel mai simplu este reprezentat de o fațadă încoronată de unul sau două rânduri de mici creneluri. Aceste fațade sunt, de obicei, sumar decorate, iar ușile lor au, în general, un cadru foarte simplu și obișnuit.
Al doilea tip este reprezentat de o fațadă încoronată de două jumătăți de scări dispuse în direcții opuse. Fațadele care aparțin acestui tip erau mult mai deschise influențelor stilistice față de mormintele crenelate și aveau o mare varietate de forme, de la cele mai simple la cele mai elaborate. 
Tipul 3 este cunoscut drept „Tipul Hegra”, după numele antic al lui Madain Salih. Acesta este stilul arhitectural cel mai bine realizat, cu un acoperiș nedecorat inserat între cornișa cavetto (care este sistematic săpată sub jumătatea de scară) și antablamentul de deasupra pilaștrilor. 
Mai sunt alte două tipuri de fațade ale mormintelor nabateene. Primul e reprezentat de așa-numitul „arc de mormânt” - de obicei un mormânt mic, a cărui fațadă este încoronată de un arc care se sprijină pe pilaștri. Celălalt tip este reprezentat de toate mormintele care pot fi etichetate ca și „elenizate”, pe de-o parte pentru că fațadele lor nu conțin creneluri sau jumătăți de scări, ci au un fronton triunghiular, iar pe de altă parte pentru că au trăsături caracteristice monumentelor grecești. 
Se cunoaște faptul că originea crenelurilor - regăsite în special la mormintele nabateene – este asiriană (secolele 8-7 î.Hr). Acestea s-au răspândit în Arabia și au început să fie utilizate, în special, în situl Mleiha, aflat în Emiratele Arabe Unite și în Qaryat al-Faw, unul din cele mai importante situri din Arabia Saudită. Alte elemente utilizate de nabateeni sunt tipice arhitecturii egiptene, cum ar fi torul sau cornișa cavetto. Nu în ultimul rând, Alexandria elenistică marchează existența altor motive, cum ar fi cadrul dublat al ușilor, utilizarea unei jumătăți sau a unei pătrimi a coloanelor sau pilaștrilor.
Astfel, arhitectura mormintelor nabateene poate fi descrisă ca un amestec al influențelor venite din partea civilizațiilor aflate  în vecinătate – asiriană, feniciană, egipteană, elenistică, combinat cu elemente tipice stilului nabateean.

## Semnificația religioasă a sitului
În volumul 2.73 al lui Tabari, acesta scrie că: „Abraham i-a direcționat pe Hagar și pe Ismail către al-Hijr și i-a stabilit acolo”. În arabă, numele al-Hijr  are mai multe sensuri,  dar cel mai important dintre ele este „Piatra”. Astfel, există următoarele denumiri pentru piatră: „selah” în ebraică, „petra” în greacă și „hijr” în arabă. 
Pe baza numeroaselor referințe din trecut, se cunoaște faptul că numele „Al-Hijr” („Piatra”) indică o locație. Abraham a trimis-o pe Hagar acolo, și ea a plâns pentru Ismael. Acest loc a devenit, astfel, cel ales de către Abraham și Ismael pentru a înființa Ka’ba sau Casa de rugăciune, aflat în apropierea văii unde Abraham și nepotul lui, Lot, au trăit, împreună cu familia. 
Coranul are o sură întreagă dedicată acestui loc cunoscut cu numele de Al-Hijr – sura 15. Acestă sură arată că Dumnezeu distruge orașele atunci când trebuie să o facă pentru că oamenii nu se supun și nu iau în considerare semnele care li se arată prin mesagerii trimiși. De asemenea, se spune că oamenii din Al-Hijr au neglijat mesajul lui Dumnezeu. Și-au făcut case în munți pentru a se simți în siguranță, dar un cutremur le va lua tot dimineața. Acest lucru face referire directă la Petra – locuitorii ei nu au ascultat de mesagerii lui Dumnezeu și au suferit din cauza cutremurului. 
Dar, identificarea numelui Al-Hijr cu Petra poate crea confuzii., deoarece musulmanii asociază Al-Hijr cu Al-Hegra situată în Arabia Saudită. Zona antică cunoscută drept Hegra este cea în care s-a stabilit liderul nabateenilor (Obodas). Ea a mai fost ocupată și de alte grupuri de-a lungul secolelor, însă cel mai mare impact l-au avut nabateeni care au realizat aici una din locațiile lor pentru înmormântare. La fel ca în cazul Petrei, toată zona cuprinde morminte ale nabateenilor și săli unde se lua masa. După epoca nabateeană, acest imens cimitir și zona rezidențială din jur au devenit Al-Hijr. În timpul perioadei islamice acest loc a fost cunoscut sub numele de Mada’in Saleh – Orașele lui Saleh.

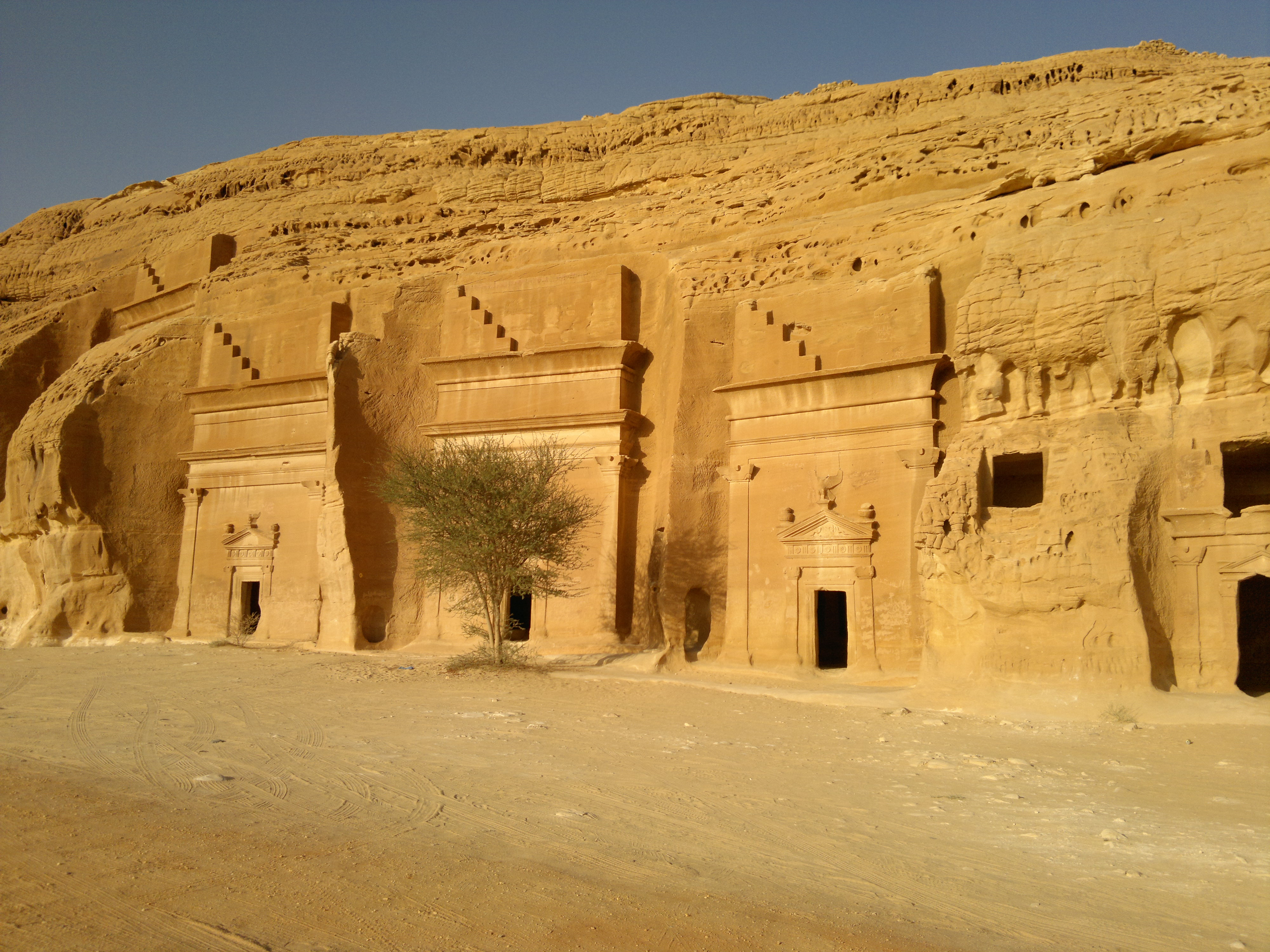

Povestea lui Saleh este spusă în Coran de 4 ori: 7:73-79, 11:61-68, 26:141-158, and 27:45-53. În cadrul acestor referințe, Coranul oferă exemplele celor care au refuzat să se supună lui Dumnezeu și mesagerilor lui. Lista profeților este: Noe, Hud, Saleh, Lot, Shuaib și Moise. Această listă este repetată de 4 ori în Coran și mereu are aceeași ordine.  Legenda lui Saleh îl prezintă ca un mesager al lui Dumnezeu care a fost trimis să îi avertizeze pe oameni să nu se mai închine idolilor și să devină supuși lui Dumnezeu. Aceștia, însă, nu l-au ascultat și au refuzat să accepte mesajul lui. I-au spus că dacă va putea să obțină din acea piatră dură o cămilă pentru a le dărui lapte, atuncil îl vor crede. Atunci, piatra s-a despicat și din ea a ieșit cămila cerută de oameni, însă ei tot nu l-au crezut pe Saleh. Ca urmare a necredinței lor, cutremurul care le-a distrus tot a reprezentat pedeapsa lui Dumnezeu.
În timp ce urme ale cutremurului sunt evidente în Petra, acestea nu se regăsesc și în Al-Hegra din Arabia Saudită. Declinul celei din urmă a început să fie observat la începutul secolului al doilea, fără a fi cauzat de vreun cataclism. De aceea, nu se cunoaște exact explicația asocierii lui Saleh cu Al-Hegra din Arabia Saudită. De asemenea, învăluit în mister rămâne și termenul „mada’in” care ar însemna, de fapt, „locul unui creditor/împrumutător” – probabil  o reîntoarcere la perioada comerțului nabateean. 
Când pelerinii treceau, în drumul lor spre Mecca, pe lângă Al-Hegra, și rămâneau uimiți de marile morminte săpate în stâncă, era ușor de înțeles de ce ei au asociat acestea cu „casele în ruină” din povestea lui Saleh din Coran (sura 27). Însă, în Hegra nu există case. Acest loc este destinat înmormântării și, în nicun caz, un mare oraș.
În 2008, pentru rămășițele bine conservate din antichitatea târzie, în special mormintele monumentale, cu fațadele lor ornamentate și elaborate, ale regatului Nabateean, UNESCO a proclamat Mada'in Saleh drept  primul sit al Patrimoniului Mondial din Arabia Saudită.

### Videoclipuri
- The Road to Mada'in Salih
- Round in Mada'in Salih : Part1 – Part2 – Part3 – Part4